# Großohr-Riesengalago

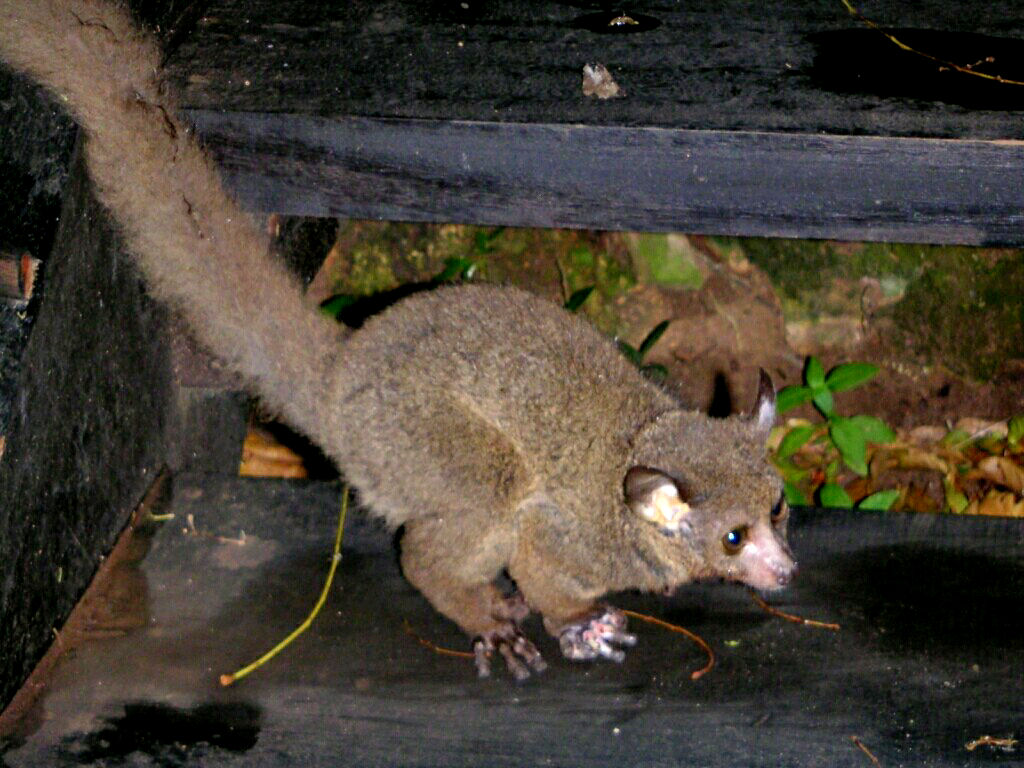
Großohr-Riesengalago

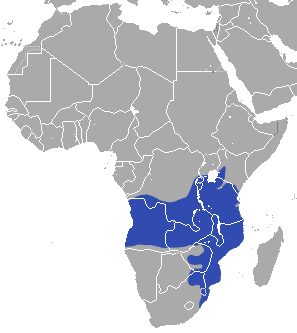
Das Verbreitungsgebiet des Großohr-Riesengalagos

Der Großohr-Riesengalago (Otolemur crassicaudatus) ist eine Primatenart aus der Familie der Galagos (Galagonidae).

## Merkmale
Mit einer Kopfrumpflänge von 30 bis 37 Zentimetern, einer Schwanzlänge von 42 bis 47 Zentimetern und einem Gewicht von 1 bis 2 Kilogramm zählen Großohr-Riesengalagos zu den größten Vertretern ihrer Familie. Ihr Fell ist weich und wollig, es ist überwiegend braun oder graubraun gefärbt, wobei die Unterseite heller ist. Der Schwanz, der länger als der Rumpf ist, ist ausgesprochen buschig. Die Ohren sind groß und unabhängig voneinander beweglich, die Augen sind ebenfalls vergrößert.

## Verbreitung und Unterarten
Großohr-Riesengalagos sind im zentralen und östlichen Afrika beheimatet, ihr Verbreitungsgebiet reicht von Angola im Westen bis zum südwestlichen Kenia im Norden Kenia und Mosambik und das nordöstliche Südafrika im Süden.
Das Handbook of the Mammals of the World und die IUCN listen 4 Unterarten:
- Otolemur crassicaudatus crassicaudatus, südlich des Limpopo im südlichen Mosambik, nordöstlichen Südafrika und Eswatini
- Otolemur crassicaudatus argentatus, Kenia und Tansania an der südlichen und südöstlichen Küste des Victoriasees und Osten von Ruanda
- Otolemur crassicaudatus kirkii, Tansania, Malawi, Mosambik, Simbabwe
- Silberner Riesengalago (Otolemur crassicaudatus monteiri), Uganda, Burundi, Süden und Osten der D. R. Kongo, Angola, Sambia

Die genauen Ausmaße der Verbreitungsgebiete der verschiedenen Unterarten sind unklar.

## Lebensraum und Lebensweise
Lebensraum der Großohr-Riesengalagos sind Wälder, wobei sie in verschiedenen Waldtypen vorkommen. Diese Primaten sind wie alle Galagos nachtaktive Baumbewohner, tagsüber schlafen sie in Blätternestern. Ihre Fortbewegung erfolgt vorwiegend auf allen vieren, sie springen seltener als andere Galagos.
Diese Tiere leben in Familiengruppen mit zwei bis sechs Tieren, deren Mitglieder tagsüber gemeinsam schlafen, in der Nacht aber getrennt auf Nahrungssuche gehen. Diese Gruppen können verschieden zusammengesetzt sein, zum Beispiel ein Paar mit seinem Nachwuchs, zwei Weibchen mit ihren Kindern oder ein einzelnes Weibchen samt Nachwuchs. Zumindest die Männchen sind territorial und verteidigen ihr mit Urin markiertes Revier gegen gleichgeschlechtliche Eindringlinge, ihr Territorium kann sich aber mit denen der Weibchen überlappen.
Sie ernähren sich von Früchten, Baumsäften und Insekten, die Zusammensetzung der Nahrung kann aber nach Region und Jahreszeit stark variieren.
Nach einer rund 133-tägigen Tragzeit bringt das Weibchen zwei bis drei Jungtiere zur Welt. Nach rund einem Monat nehmen diese erstmals feste Nahrung zu sich, endgültig entwöhnt werden sie mit rund fünf Monaten. Die Geschlechtsreife tritt nach rund zwei Jahren ein. Tiere in menschlicher Obhut können über 18 Jahre alt werden, die Lebenserwartung in freier Wildbahn ist nicht bekannt.

## Gefährdung
Großohr-Riesengalagos sind weit verbreitet und häufig. In manchen Regionen, etwa Südafrika, haben sie ihr Verbreitungsgebiet sogar ausdehnen können. Es sind keine größeren Bedrohungen bekannt, die IUCN listet die Art als „nicht gefährdet“ (least concern).